# Phasia opacina
Phasia opacina là một loài ruồi trong họ Tachinidae.